# Kira☆Pika
Pour les articles homonymes, voir Pika (homonymie).
Kira☆Pika (きら☆ぴか, kira pika), est un groupe de J-pop du Hello! Project, créé à titre temporaire en 2007 dans le cadre de la série anime Kirari (Kirarin Revolution), le temps d'un single dont les deux titres servent de génériques à la série.
Il est composé de deux chanteuses et idoles japonaises: Koharu Kusumi (alias Tsukishima Kirari starring Kusumi Koharu, alors âgée de 15 ans) des Morning Musume, et Mai Hagiwara (alors âgée de 11 ans) des °C-ute. Elles incarnent et doublent deux personnages de la série, Kilari Tsukishima et Hikaru Mizuki, le duo apparaissant dans l'anime sous forme fictionelle, comme plus tard son successeur le groupe MilkyWay.

## Membres
- Koharu Kusumi (久住小春, Kusumi Koharu?), née le 15 juillet 1992 : Kilari
- Mai Hagiwara (萩原舞, Hagiwara Mai?), née le 7 février 1996 : Hikaru Mizuki

## Single
- 2007.08.01 : Hana wo Pūn / Futari wa NS (なをぷーん／ふたりはNS?)

## Liens
- (ja) Discographie officielle
- (ja) Site officiel de la série Kirarin Revolution